# Grinăuți-Raia, Ocnița
Grinăuți-Raia este un sat din cadrul comunei Grinăuți-Moldova din raionul Ocnița, Republica Moldova. Își trage denumirea din anul 1713, când se afla în Raiaua Hotinului cârmuită de Imperiul Otoman, fiind astfel desprins de Grinăuți-Moldova care rămăsese principatului Moldovei. În 1812 ambele sate au devenit posesiune ale Imperiului Rus până în 1917. În 1930 se afla în plasa Briceni, județul Hotin, în timp ce Grinăuți-Moldova se afla în județul Soroca.

## Demografie

### Structura etnică
Structura etnică a satului conform recensământului populației din 2004:
| Grup etnic         | Populație | % Procentaj |
| ------------------ | --------- | ----------- |
| Moldoveni / Români | 682       | 98,84%      |
| Ucraineni          | 4         | 0,58%       |
| Ruși               | 3         | 0,43%       |
| Bulgari            | 1         | 0,14%       |
| Total              | 690       | 100%        |